# 雞腸草蚜
雞腸草蚜（学名：Myzus stellariae）为常蚜科瘤蚜屬下的一个种。